# Saint-Martin-l'Hortier
Saint-Martin-l'Hortier är en kommun i departementet Seine-Maritime i regionen Normandie i norra Frankrike. Kommunen ligger i kantonen Neufchâtel-en-Bray som tillhör arrondissementet Dieppe. År 2022 hade Saint-Martin-l'Hortier 272 invånare.

## Befolkningsutveckling
Antalet invånare i kommunen Saint-Martin-l'Hortier
| Referens: INSEE |